# جون ميخائيل سميث
جون ميخائيل سميث (بالإنجليزية: Jon Michael Smith) هو مهندس أمريكي، ولد في 6 سبتمبر 1938.